# علي حزين
علي حزين (فبراير 1902 - 7 أغسطس 1972) هو قارئ قرآن مصري.

## حياته ونشأته
ولد الشيخ على حزين محمد عطية في عام 1902بمنشية الصدر حدائق القبة قسم الوايلي بالقاهرة، وحفظ القرآن قبل أن سن العاشرة، قبل أن يلحقه والده بالتعليم الأزهري، وأثناء دراسته بالأزهر، ذاع صيته، حيث ظهرت موهبته في أداء القرآن، وكان الناس ينتظرون سماع تلاوته فقرر ترك الدراسة والتفرغ لتعلم القراءات والتجويد.

## مسيرته
التحق حزين بالإذاعة المصرية عند افتتاحها في عام 1934 وكان يبلغ حينها 32 عامًا، وكان مقر الإذاعة حين ذاك بمنطقة حدائق القبة، وهي الإذاعة الملكية، حيث كانت تبث إرسالها في ذاك الوقت من القصر الملكي بالقبة، وفي سنة 1948، تم اختيار الشيخ على حزين لتلاوة القرآن الكريم في مسجد فرج بحدائق القبة، وظل قارئًا به حتى وفاته عام 1971.

## أعماله
- قرأ على حزين القرآن الكريم بالإذاعة المصرية منذ افتتاحها عام 1934.

- قرأ القرآن الكريم في افتتاح محطة أذاعه الشرق الأدنى بفلسطين وكان أول قارئ مصري يقرأ القرآن الكريم خارج البلاد.

- شارك العديد من الاحتفالات الرسمية والدينية على مدى عمره.

- ترك للمكتبة الإذاعية العديد من التسجيلات.